# ایست گرینستید
latitudeایست گرینستیدlongitudeایست گرینستید
ایست گرینستید (به انگلیسی: East Grinstead) یک شهرک در بریتانیا است که در انگلستان واقع شده‌است.

## خصوصیات
ایست گرینستید ۲۴٫۴۳ کیلومترمربع مساحت و ۲۳٬۹۴۲ نفر جمعیت دارد.

## خواهرخوانده
شهرهای وربنیا، میندلهایم، شواتس، بور-دو-پئاژ و سانت فلیو د گیکسلس خواهرخوانده‌های ایست گرینستید هستند.